# Banahaw
Banahaw (Banáhao) – duży wulkan znajdujący się na wyspie Luzon na Filipinach, w prowincjach Laguna i Quezon. Jest to najwyższy szczyt regionu CALABARZON.

## Geologia

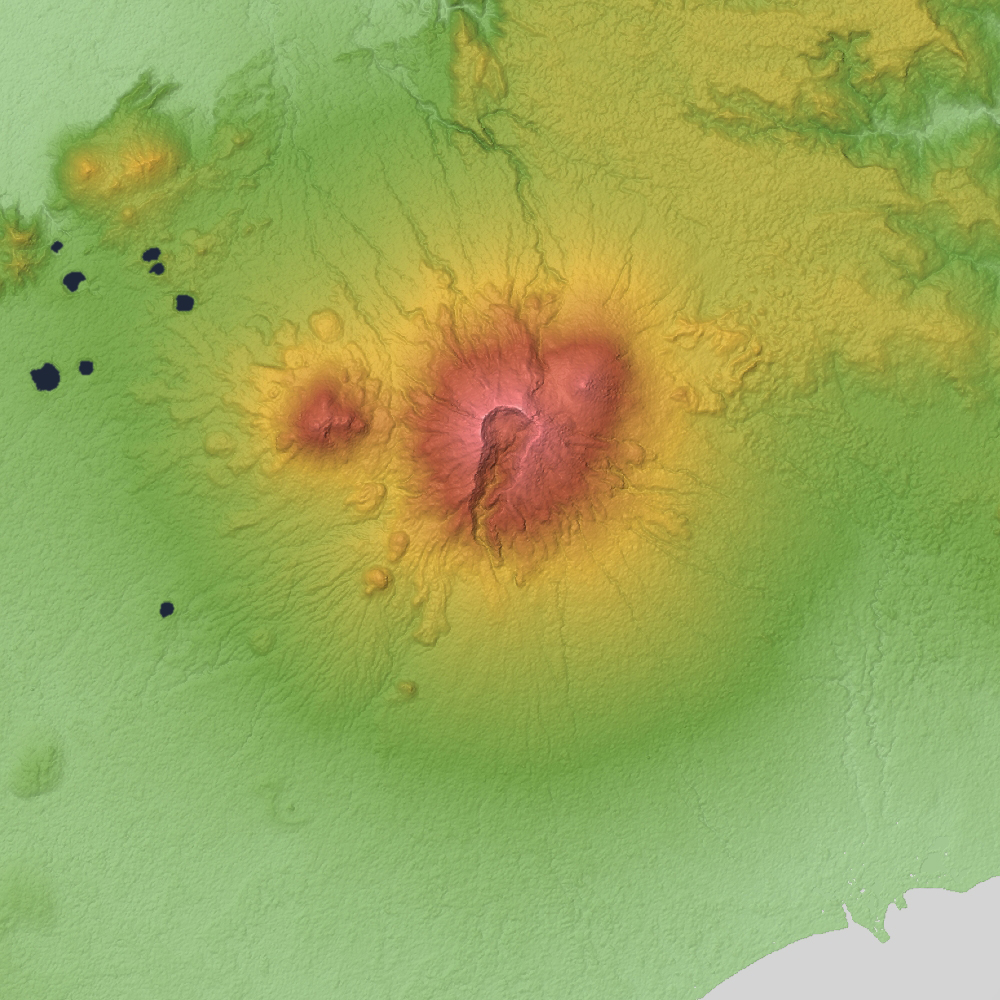
Ukształtowanie wulkanu i jego otoczenia

Banahaw jest najwyższy w grupie wulkanów położonych na południe i wschód od stolicy kraju, Manili. Jest złożonym wulkanem, z głównym szczytem sąsiadują stratowulkany San Cristobal (zachodni, 1480 m n.p.m.) i Banahaw de Lucban (północno-wschodni, 1875 m n.p.m.). Na zboczach Banahaw znajdują się kopuły lawowe o składzie andezytowo–dacytowym. W holocenie miały miejsce dwa duże osunięcia skał ze zboczy tego wulkanu, z których jedno rozciąga się na 13, a drugie na 26 kilometrów od wulkanu, tworząc dziesięciokilometrowej długości fragment wybrzeża zatoki Tayabas. Były one związane z powstaniem kaldery szerokiej na 8 km, w której wznosi się najmłodszy stożek Banahaw de Lucban. Krater na głównym szczycie Banahaw jest szeroki na 2 km i głęboki na 600 m, i do 1730 roku zawierał jezioro wulkaniczne. Jego opróżnienie wywołało lawiny błotne. Zjawiska takie zarejestrowano także w 1743, 1843 i 1909 roku, prawdopodobnie wiązały się one z aktywnością wulkaniczną.
Na wulkanie znajdują się dwa jeziora maarowe, Dagatan i Ticab. Liczne są także gorące źródła.

## Geografia
Na zboczach Mount Bahanaw znajduje się największy w prowincji Laguna obszar zwartej pokrywy lasu deszczowego. W niższych partiach stoków rośnie las dwuskrzydlowatych, a powyżej 900 m n.p.m. las górski, w tym las mglisty w pobliżu szczytu. U stóp góry znajdują się plantacje palmy kokosowej i tereny intensywnych upraw, stosuje się gospodarkę żarową. Ze względu na bliskość miast Dolores, Sariaya, Tayabas i Lukban góra jest popularnym celem wycieczek; odwiedzają ją także pielgrzymi. Szczytowe partie wulkanu obejmuje obszar ochrony Mounts Banahaw–San Cristobal Protected Landscape o powierzchni 109 km²; dawniej był to park narodowy.

## Przyroda

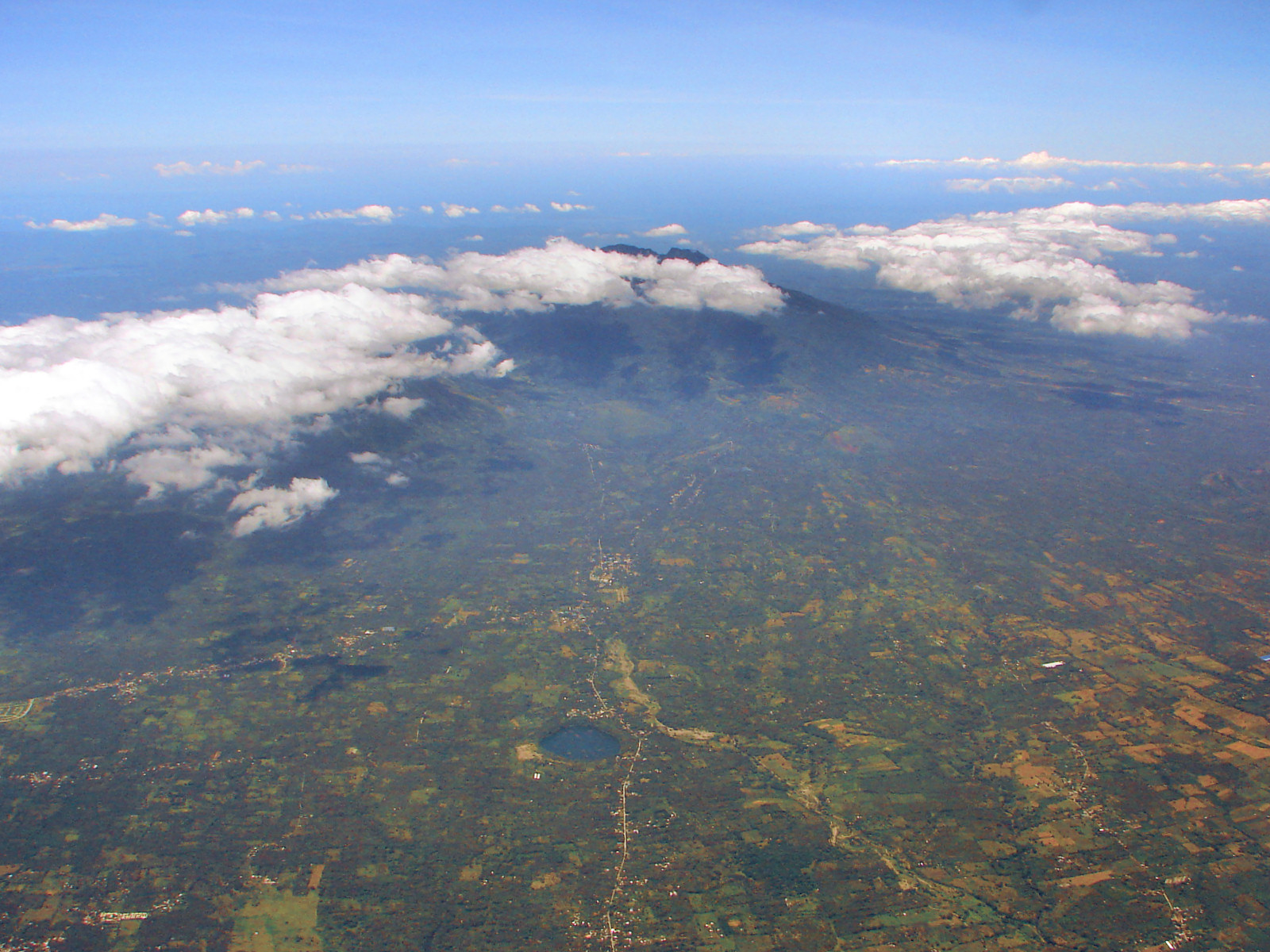
Zdjęcie lotnicze

W lasach porastających Bahanaw żyje wiele gatunków rzadkich i endemicznych dla Filipin. Do żyjących tam ssaków należą nietoperze: długopalczyk filipiński (Haplonycteris fischeri) i luzańczyk dżunglowy (Otopteropus cartilagonodus), gryzonie: filipinomysz mała (Apomys microdon) i ryjoszczur górski (Rhynchomys banahao), oraz świnia filipińska (Sus philippensis). Jest to także miejsce typowe dla scynka Sphenomorphus steerei i żaby Platymantis montanus; występuje tu także 8 innych gatunków endemicznych płazów. W obszarze parku gniazdują także zagrożone gatunki ptaków: małpożer (Pithecophaga jefferyi), owocożer czarnouchy (Ptilinopus marchei), puchacz kreskowany (Bubo philippensis), drozdaczek pasiasty (Geokichla cinerea) i kakadu filipińska (Cacatua haematuropygia). Z tego powodu jest on uznawany za ostoję ptaków IBA.